# Bruce Peninsulas nationalpark
Bruce Peninsulas nationalpark är en nationalpark i Ontario i Kanada, belägen på den norra delen av Brucehalvön. Parken inrättades 1987 och dess yta är cirka 154 kvadratkilometer. 
Geologisk utmärks landskapet av att Niagara Escarpment går genom området. Naturen är mycket varierad, från klippiga kusttrakter till skogar, sjöar, våtmarker och torra, steniga platåer med alvarliknade vegetation. 
Parken flora och fauna hyser många sällsynta och skyddade arter, och speciellt örtfloran är rik med bland annat 43 arter av orkidéer. Dessutom finns 20 arter av ormbunkar. I parkens klippiga områden finns många gamla träd, upp till omkring 800 år, tack vare att skogsbränder är sällsynta och att något skogsbruk inte förekommit.

## Turism
Området där Bruce Penisulas nationalpark ligger är på grund av sin varierade och vackra natur populärt för olika former av friluftliv, till exempel går vandringsleden Bruce Trail genom parken.